# Perissomastix catapulta
Perissomastix catapulta är en fjärilsart som beskrevs av László Anthony Gozmány. Perissomastix catapulta ingår i släktet Perissomastix och familjen äkta malar. Inga underarter finns listade i Catalogue of Life.